# 鲍里斯·鲍里索维奇·梅利尼科夫
鲍里斯·鲍里索维奇·梅利尼科夫（俄语：Борис Борисович Мельников，1938年5月16日—2022年2月5日），生于圣彼得堡，苏联男子击剑运动员。他曾获得1964年夏季奥运会击剑比赛男子佩剑团体金牌。